# 6844 Шпак
6844 Шпак (6844 Shpak) — астероїд головного поясу, відкритий 3 листопада 1975 року.
Тіссеранів параметр щодо Юпітера — 3,637.